# مقاطعة خاش (أفغانستان)
مقاطعة خاش (بالفارسية: ولسوالی خاش)/(بالبشتوية: خاش ولسوالۍ)‏) هي مقاطعة أفغانية في ولاية بدخشان . أُنشئت في عام 2005 من جزء من مقاطعة جورم وهي موطن لحوالي 43306 من السكان، مما يجعلها ثالث أكبر مقاطعة اكتظاظًا بالسكان في الولاية.